# Dyschirus setosus
Dyschirus setosus är en skalbaggsart som beskrevs av Leconte 1857. Dyschirus setosus ingår i släktet Dyschirus och familjen jordlöpare. Inga underarter finns listade i Catalogue of Life.